# La Roquette
La Roquette é uma comuna francesa na região administrativa da Normandia, no departamento de Eure. Estende-se por uma área de 5,83 km². Em 2010 a comuna tinha 240 habitantes (densidade: 41,2 hab./km²).